# Copa del Rey de baloncesto 1996
La 60.ª edición de la Copa del Rey de baloncesto se disputó en el Palacio de Deportes de Murcia desde el 22 al 25 de febrero de 1996.

## Cuadro de partidos
|  | Cuartos de final   | Cuartos de final   |             |              | Semifinales   | Semifinales   |           |              | Final         | Final         |  |
|  | 22 y 23 de febrero | 22 y 23 de febrero |             |              | 24 de febrero | 24 de febrero |           |              | 25 de febrero | 25 de febrero |  |
|  |                    |                    |             |              |               |               |           |              |               |               |  |
|  |                    |                    |             |              |               |               |           |              |               |               |  |
|  | FC Barcelona       | 95                 |             |              |               |               |           |              |               |               |  |
|  | FC Barcelona       | 95                 |             |              |               |               |           |              |               |               |  |
|  | Amway Zaragoza     | 77                 |             |              |               |               |           |              |               |               |  |
|  | Amway Zaragoza     | 77                 |             | FC Barcelona | 80            |               |           |              |               |               |  |
|  |                    |                    |             | FC Barcelona | 80            |               |           |              |               |               |  |
|  |                    |                    | Real Madrid | 72           |               |               |           |              |               |               |  |
|  | Real Madrid        | 85                 | Real Madrid | 72           |               |               |           |              |               |               |  |
|  | Real Madrid        | 85                 |             |              |               |               |           |              |               |               |  |
|  | Caja San Fernando  | 72                 |             |              |               |               |           |              |               |               |  |
|  | Caja San Fernando  | 72                 |             |              |               |               |           | FC Barcelona | 92            |               |  |
|  |                    |                    |             |              |               |               |           | FC Barcelona | 92            |               |  |
|  |                    |                    | TDK Manresa | 94           |               |               |           |              |               |               |  |
|  | CB Murcia          | 93                 | TDK Manresa | 94           |               |               |           |              |               |               |  |
|  | CB Murcia          | 93                 |             |              |               |               |           |              |               |               |  |
|  | Unicaja            | 87                 |             |              |               |               |           |              |               |               |  |
|  | Unicaja            | 87                 |             | CB Murcia    | 78            |               |           | Tercer lugar | Tercer lugar  |               |  |
|  |                    |                    |             | CB Murcia    | 78            |               |           | Tercer lugar | Tercer lugar  |               |  |
|  |                    |                    | TDK Manresa | 81           |               |               |           |              |               |               |  |
|  | TDK Manresa        | 72                 | TDK Manresa | 81           |               |               | CB Murcia | 68           |               |               |  |
|  | TDK Manresa        | 72                 |             |              |               |               | CB Murcia | 68           |               |               |  |
|  | Baloncesto León    | 58                 |             |              |               |               |           |              | Real Madrid   | 74            |  |
|  | Baloncesto León    | 58                 |             |              |               |               |           |              | Real Madrid   | 74            |  |
|  |                    |                    |             |              |               |               |           |              |               |               |  |

## Final
Un tiro sobre la bocina de Joan Creus permitió al TDK Manresa ganar su primer título en la historia.
| 25 de febrero de 1996, 20:00 | FC Barcelona                                                 | 92–94                                            | TDK Manresa                                          | |  |
| 20:00 GTM+1                  | Marcador por tiempos: 43–51, 38–30 (T.E.: 11–13)             | Marcador por tiempos: 43–51, 38–30 (T.E.: 11–13) | Marcador por tiempos: 43–51, 38–30 (T.E.: 11–13)     | |  |
|                              | Estadísticas Fernández 26 Godfread 14 Montero 5 Fernández 28 | Reporte Pts Reb Asts Val                         | Estadísticas Creus 25 Williams 8 Frank 4 Williams 29 | Pabellón: Palacio de Deportes, Murcia Asistencia: 7,500 espectadores Árbitros: Miguel Ángel Betancor, Vicente Bultó |  |

| Campeones de la Copa del Rey 1996 |
| --------------------------------- |
| TDK Manresa 1.º título            |

## MVP de la Copa
- Joan Creus